# Marilyn et John
Singles de Vanessa Paradis
Manolo Manolete
(décembre 1987) Maxou
(novembre 1988)
Pistes de M et J
Maxou
Marilyn et John est le titre du 3e single de Vanessa Paradis. Il est sorti à la fin du printemps 1988 en 2e extrait de l'album M et J.

## La chanson
Marilyn et John fait référence à la relation amoureuse entre Marilyn Monroe et John F. Kennedy. Depuis son plus jeune âge, Vanessa est fan de l'actrice américaine.

## Sortie
La chanson a été envoyée en avril 1988 aux radios mais le disque n'est sorti que début juin, pour coller avec la sortie de l'album M et J, le 13 juin, qui avait pris du retard.
À la suite du succès mondial de Joe le taxi la même année, le 45 tours sort dans toute l'Europe pendant l'été puis au Japon et au Canada à la rentrée. Il connait un gros succès dans ce dernier pays se classant 4e des meilleures ventes de single.

## Supports
Le disque est sorti dans les pays suivants :
- France : 45 tours (deux versos de pochette, avec ou sans les paroles)[7], Maxi 45 tours[8] et CD single[9].
- Allemagne : 45 tours[10] et Maxi 45 tours[11].
- Canada : 45 tours[12] (la pochette est unique du fait du sens de la photo inversée).
- Europe : CD Vidéo single[13] et CD single (identique au français, avec des mentions légales spécifiques à l'Europe)
- Italie : 45 tours[14] ainsi qu'un 45 tours hors-commerce réservé aux juke-box, sans pochette, sur lequel Vanessa n'est que sur la face A[15].
- Japon : CD single[16] et CD maxi[17].
- Royaume-Uni : 45 tours[18] et Maxi 45 tours[19].

En Argentine, le titre est inclus sur une compilation hors-commerce à destination des radios.
La photo de la pochette est réalisée par Katherine Hibbs.

## Versions
Marilyn et John existe en version française et en version anglaise.
- La version française figure sur tous les supports single du titre et sur tous les supports de l'album M et J, français et étrangers. Il en existe deux versions : d'abord une single de 4:20, ensuite une longue variant entre 5:44 et 5:50. Cette dernière version figure sur les maxi 45 tours, CD maxi et album.
- La version anglaise figure sur tous les supports CD de l'album M et J ainsi que sur certains supports single étrangers. L'Angleterre est le seul pays où elle figure sur la face A. En Allemagne et en Italie, elle apparait sur la face B, en lieu et place de Soldat. Il en existe également deux versions : une single de 4:20 et une longue variant entre 5:39 et 5:48 suivant les supports.

Vanessa a repris ce titre plusieurs fois lors de ses différentes tournées :
- Natural High Tour en 1993 ;
- Concert Privé Canal+ le 7 avril 1996 ;
- Bliss Tour en 2001 (version reggae) ;
- Divinidylle Tour en 2007/2008 ;
- Tournée Acoustique en 2010/2011 ;
- Love Songs Tour en 2013.

Elle en a aussi proposé une version acoustique (arrangée par Albin de la Simone) sur son Best of sorti en 2009. Version qu'elle interprète en live lors de son concert unique à La Cigale le 22 novembre de la même année. La chanson, qui sort en single en avril 2010 dans une nouvelle version au piano, est à nouveau présente lors de sa Tournée Acoustique en 2010/2011.

## Ventes et certifications
Marilyn et John a été certifié disque d'argent (250 000 ventes).

Au terme de son exploitation, le single s'écoule à 500 000 exemplaires dans le monde.

## Reprises
- La chanteuse brésilienne Angélica a repris cette chanson sous le titre Passageiro do meu amor sur son deuxième album, sorti en 1989.
- La chanteuse taïwanaise Diana Yang a repris cette chanson sous le titre Wo bu hui kuai le (我不會快樂) sur son album L'amour avec des roses, sorti en 1993.
- La chanteuse québécoise Jorane a repris cette chanson sur son album Une sorcière comme les autres, en 2011.